# Grand Hôtel (Saigon)
Il Grand Hôtel di Saigon (Grand Hôtel Saïgon in francese, Khách sạn Grand Sài Gòn in vietnamita) è uno storico albergo di Ho Chi Minh (l'antica Saigon) in Vietnam.

## Storia
La storia del Grand Hôtel prende inizio ad ottobre 1924, quando la città faceva parte dell'Indocina francese. In quel mese Henry Chavigny de Lachevrotière venne autorizzato ad aprire per conto della Société du Grand Hôtel de Saigon un negozio di alcolici a consumare sul posto a Saigon, all'angolo tra via Catinat e via Vannier.
Nel 1930 aprì quindi il Grand Hôtel, di cui de Lachevrotière fu il direttore.
Nel 1937 l'albergo prende il nome di "Saïgon Palace". La direzione passerà prima, nel 1938, a Patrice Luciani, e poi, nel 1939, ad Antoine Giogetti.
Nel 1997 la struttura venne completamente ristrutturata; oggi, diretto dalla Saigon Tourist Holding Company, l'abergo porta il nome di "Grand Hôtel Saigon".

## Descrizione
L'albergo sorge in un lotto d'angolo e presenta uno stile che ricorda quello dei grandi alberghi rivieraschi della Belle Époque.